# Kronieken van de Erfgenamen
Kronieken van de Erfgenamen is een fantasy-boekenreeks, geschreven door de Amerikaanse auteur Cinda Williams Chima en is gericht op jongvolwassenen.
De reeks speelt zich af in het heden en je komt dan ook diverse bestaande locaties in onder andere Ohio en Cumbria in de boeken tegen. Oorspronkelijk was de reeks een trilogie, maar de schrijfster heeft te kennen gegeven nog twee boeken in deze reeks uit te willen brengen.

## Boeken
- De erfgenaam van het zwaard (2011), oorspronkelijke titel: The Warrior Heir (2006)
- De erfgenaam van de magiër (2011), oorspronkelijke titel: The Wizard Heir (2007)
- De erfgenaam van de draak (2011) , oorspronkelijke titel: The dragon heir (2008)

Boeken die nog niet zijn uitgekomen:
- The Enchanter Heir
- The Sorcerer Heir

De schrijfster is begonnen met het schrijven van deze boeken en het is nog niet zeker of dit daadwerkelijk de titels van de boeken zullen zijn.
Ze heeft ook een nieuwe serie geschreven met de naam zwarte kunst.
inmiddels bestaat deze serie uit vier delen.

## Onderscheidingen
Met name met het eerste boek heeft de schrijfster een hele reeks onderscheidingen in Amerika gekregen, maar ook met de andere boeken heeft ze er een aantal verdiend.
- Texas Lone Star Book (2007–2008)[2]
- Beehive Booklist (2007–2008)[2]
- South Carolina Young Adult Book Award Nominee (2008–2009)[2]
- 2006 Book Sense Children's Picks[3]
- American Library Associations 2008 Popular Paperbacks list[4]
- Voya’s Best Science Fiction and Fantasy 2005–2006[5]

## Magische aspecten
De wereld wordt bewoond door de gewone mens, zonder kristal, die Gewoonlingen worden genoemd. De meeste mensen zijn Gewoonlingen. De andere groep mensen worden Anderlingen genoemd. Anderlingen worden geboren met een kristal achter hun hart. Dit kristal is bepalend voor de magische krachten die de Anderling krijgt. Er zijn vijf verschillende kristallen die de Anderlingen in vijf verschillende gilden onderverdeeld. Elke gilde heeft zijn eigen eigenschappen, krachten en zwaktes. Zo zijn er Magiërs, Beheksers, Zieners, Betoveraars en Krijgers.

### Erfenis
De kristallen erven de Anderlingen. Het is dus afhankelijk van je voorouders of je een kristal erft en welke. Wie de voorouders van de Anderling zijn, staat precies beschreven in de Anderlingenboek. Het eerste deel van het boek bevat de hele stamboom van de Anderling tot diep in de middeleeuwen. Het tweede deel van het boek omvat spreuken, recepten, handelingen of regels die van toepassing zijn voor de desbetreffende gilde waar de Anderling toebehoort. Een Anderlingenboek wordt gemaakt bij de geboorte van de Anderling door Beheksers in opdracht van de ouders en is een persoonlijk voorwerp van wie het boek is. Hierin staan, dankzij de stamboom, de zwakheden en krachten van de Anderling. De kracht is niet alleen afhankelijk van de erfenis, maar training speelt ook een grote rol.
Door menging met andere gilden en Gewoonlingen kan er in een gezin verschillende Anderlingen geboren worden en tevens Gewoonlingen. Een Gewoonling met Anderlingbloed kan het Anderlingbloed wel doorgeven aan de volgende generaties. Hierdoor kunnen er kinderen geboren worden die niets van het bestaan van Anderlingen af weten, maar zelf wel Anderlingen zijn. De opdracht voor het maken van een Anderlingenboek moet dan ook door andere Anderlingnaasten gedaan worden, gezien dat de meeste Gewoonling-ouders niets af weten van de Anderlingwereld.

### Magiërs
Dit is de meest machtigste gilde. Zij kunnen Hoge Magie gebruiken en magie vormen in woorden. Zij kunnen, in tegenstelling tot de andere gildes, magie gebruiken op grote afstanden.
Een magiër toont op zeer jonge leeftijd magie en kan zeer lang (eeuwen) leven.
Via een list in het verleden hebben de magiërs het recht gecreëerd om andere gilden te onderdrukken. De andere gilden zijn geboren om de magiërs te dienen, aldus de magiërs zelf. In de boekenreeks wordt duidelijk gemaakt dat de andere gilden als slaven en minderen worden behandeld en zwaar onder druk staan door verreweg de meeste magiërs. Enkele magiërs strijden voor gelijkheid van alle Anderlingen, maar dat wordt hen niet in dank afgenomen.
Magiërs zelf mogen elkaar, na een wetswijziging na de Rozenoorlog, niet meer direct aanvallen. Hiervoor worden Krijgers ingezet.

### Krijgers
Een Krijger heeft de magie over fysieke krachten en zijn het minst vertegenwoordigd onder de Anderlingen. Zij vertonen hun krachten pas in de puberteit.
Oorspronkelijk waren Krijgers het ruggengraat van een leger tijdens oorlogen, maar sinds een Anderlingenwetswijziging in de 16e eeuw mogen de Magiërs zelf niet meer elkaar direct aanvallen en hebben de Krijgers een andere functie gekregen. Zij worden tegenwoordig via toernooien op leven en dood langzaam uitgeroeid. Hierdoor zijn er vrijwel geen Krijgers meer in leven. De prijs op het hoofd van Krijgers is hierdoor enorm hoog en er zijn altijd handelaren op zoek naar Krijgers die geboren zijn in Gewoonlinggezinnen en niet weten dat ze een Anderling zijn.

### Betoveraars
Betoveraars zijn Anderlingen die, zoals hun benaming al zegt, betoverend zijn. Zij hebben de magische krachten van de geest en kunnen enorme gevoelens, passie en liefde opwekken met hun charmes waardoor het de ander, waarop de magie gericht is, geen nee meer kan zeggen. Een onoplettende magiër kan hierdoor ook ten prooi vallen aan zijn of haar charmes. Een Betoveraar kan in de ogen van 'het slachtoffer' volmaakt zijn en zal zijn of haar verschijning voor diegene veranderen om zo de aantrekkingskracht alleen maar meer te vergroten.

### Beheksers
Deze groep Anderlingen kunnen magie in voorwerpen en dergelijk brengen. Zij zijn de makers van onder ander Anderlingboeken, toverdrankjes en amuletten. Zij kunnen niet op een directe manier magie op een ander gebruiken, alleen via een handeling, voorwerp of drankje. Zo'n handeling, voorwerp of drankje kan magische krachten van een Anderling van een andere gilden vergroten of juist verkleinen. Beheksers hebben, om hun werk te kunnen doen, erg veel kennis over de natuur.

### Zieners
Zieners kunnen de toekomst zien. Deze profeties zijn altijd waar, maar vaak erg misleidend. Daardoor zijn ze erg moeilijk te begrijpen voor andere Anderlinggilden. Een ziener wordt vaak gezien als een wijs persoon en is gewild bij Magiërs als adviseur.

### Dooddoener
Een Dooddoener is geen Anderling, maar een Gewoonling met een bijzondere gave. Zij dragen dan ook géén kristal bij hun hart. Magie heeft op Dooddoenders totaal geen effect. Wanneer een Magiër magie gebruikt om zich onzichtbaar te maken, dan blijft de Dooddoener de Magiër zien. Wanneer een Anderling magie tegen een Dooddoener gebruikt, dan zal de Dooddoener zonder enige controle alle magie uit de Anderling onttrekken. De Anderling zal compleet in uitputting achterblijven, terwijl de Dooddoener dit effect niet ervaart. De Dooddoener kan de aura van Anderlingen letterlijk zien en daarbij de Anderling herkennen.